# Compromis croato-hongrois

Armoiries du Royaume de Croatie-Slavonie

Le compromis croato-hongrois (en croate : Hrvatsko-ugarska nagodba) ou compromis hungaro-croate (en hongrois : Magyar-horvát kiegyezés) de 1868 est le nom donné à l'accord intervenu au sein de l'Autriche-Hongrie entre la diète de Hongrie et celle de Croatie-Slavonie. 
L'accord crée le royaume de Croatie-Slavonie comme État autonome, mais faisant partie des pays de la Couronne de Saint-Étienne, aussi appelés Grande Hongrie ou Transleithanie, et déléguant des députés à la diète de Budapest pour traiter des affaires communes.

## Territoire du royaume de Croatie-Slavonie
Aux termes de l'article 66 du compromis, le royaume devait recouvrir les comitats de Zagreb (Agram), Varaždin (Varasd), Modrus-Fiume, Lika-Korbava, Pozsega, Virovitica (Verocze), Syrmie et Belovar.

## Sources
- (hr) « Loi croate d'approbation du compromis », sur crohis.com (consulté le 13 septembre 2012)
- (hu) « Loi hongroise d'approbation du compromis », sur 1000ev.hu (consulté le 13 septembre 2012)
- (en) « Traduction de la loi hongroise d'approbation du compromis », sur h-net.org (consulté le 13 septembre 2012)
- (fr) « Traduction des lois croates et hongroises d'approbation du compromis, précédée d'une notice historique », sur gallica.bnf.fr (consulté le 13 septembre 2012)